# Дюла Андраши
Граф Дюла Андраши (на унгарски: Andrássy Gyula) е унгарски и австро-унгарски политик, който е сред основоположниците на съвременна Унгария.
Той е консервативно настроен и външната му политика се насочва към експанзия на Австро-Унгария към Балканския полуостров, за предпочитане с британска и германска подкрепа, и без да се отчуждава от Турция. За него Русия е главният опонент поради нейните експанзионистични въжделения спрямо славянските и православните земи. Не се доверява на славянските националистически движения, тъй като в тях съзира заплаха за мултиетническата империя.

## Биография
Обществената кариера на Андраши започва през 1845 г., когато оглавява дружеството за регулиране на водите на река Тиса. Взима участие в Унгарската революция от 1848 г., а след нейния неуспех живее в изгнание в Лондон и Париж. През 1858 г. се завръща в страната и се включва в партията на Ференц Деак. През 1865 г. става заместник-председател на парламента на Унгария и взема активно участие в преговорите, довели до образуването на Австро-Унгария.
На 17 февруари 1867 г. Андраши е назначен за министър-председател на Унгария. На този пост провежда значителни реформи в организацията на армията и граничните военни окръзи. Андраши се противопоставя на засилването на влиянието на славянските народи в Империята и на издигането на статута на Бохемия в двойната монархия. Противопоставя се и на намесата на Австро-Унгария на страната на Франция във Френско-пруската война през 1870 г.
На 6 ноември 1871 г. Андраши става външен министър на Австро-Унгария. Докато е на този пост международните позиции на империята чувствително се заздравяват. Той се отказва от претенциите за хегемония в Германия и се противопоставя на разширение в територията на разпадащата се Османска империя, което би увеличило славянското население на Австро-Унгария. Въпреки това, за да неутрализира нарастващото руско влияние на Балканите, на Берлинския конгрес през 1878 г. приема окупирането на Босна и Херцеговина. Това решение е силно непопулярно, както в Австрия, така и в Унгария, и допринася за оставката му на 8 октомври 1879 г.